# Пискуха американська
Пискуха американська (Ochotona princeps) — вид гризунів з роду пискуха (Ochotona) родини пискухові (Ochotonidae).
Веде денний спосіб життя, знайдений у горах західної частини Сполучених Штатів. Зазвичай мешкає на кам'янистих полях або альпійських луках вище лінії лісу. Нещодавні дослідження свідчать про скорочення популяції через кілька чинників. Пискухи, які дуже чутливі до високих температур, можуть бути одним з найраніших сенсорів глобального потепління у Сполучених Штатах. Розмір 162—216 мм. Середня маса від 121 до 176 грамів. Лапки малі, сильні. Круглі вуха покриті темним волоссям як зсередини, так і зовні, і мають білу облямівку. Забарвлення спини взимку сіре, влітку — від сірого до корицево-коричневого; черево білувате незалежно від пори року.